# Flamingo/TEENAGE RIOT
「Flamingo/TEENAGE RIOT」（フラミンゴ/ティーンエイジ・ライオット）は、日本のミュージシャン・米津玄師のシングル。「Flamingo」「TEENAGE RIOT」の2曲を表題とする両A面シングルである。米津にとってメジャーデビュー通算9作目、ソニー・ミュージックへ移籍して以来5作目となる作品。

## 楽曲構成

### Flamingo
「Flamingo」はR&B色の強いファンキーなミニマルサウンドと、時代錯誤とも言える日常語外の日本語詞を演歌風の歌唱法を折衷した先鋭的な楽曲である。元々は明確なコンセプトがなく、漠然とフォルクローレを意識して制作されていたが、いつしか島唄や都々逸の日本民謡へと繋がりを持ち、コブシを効かせた特徴的な歌唱法が確立された。随所に入る笑い声や話し声、咳払いやスキャットのサンプルボイスが特徴的である。

### TEENAGE RIOT
「TEENAGE RIOT」は、米津が自らの過去を主題に置いた楽曲である。米津が中学生の時に制作した楽曲が基となっている。前作「Lemon」のカップリングとしてバラードである「Lemon」と違った曲調の楽曲として制作され、米津のスタッフが「これは表題曲のほうが似つかわしいから次回に出そう」と米津玄師に助言したことがきっかけで、「Flamingo」とともに表題曲としてリリースすることになった。楽曲名はソニック・ユースが発表した同名の楽曲「Teen Age Riot」（アルバム「デイドリーム・ネイション」に収録）を踏襲しており、楽曲名ありきで制作された（楽曲名は直訳すると「10代の暴動」となる）、初期衝動を感じさせるクールなギターサウンドである。ギタリストとして真壁陽平、ベーシストとしてストレイテナーなどで活動する日向秀和、ドラマーとして玉田豊夢が演奏に参加した。インタビューで米津玄師は、世間一般では中二病やメンヘラと言われるような、稚拙であっても吐き出さざるを得ない感覚を大事にした曲を作りたいという思いで制作したと語っている。

### ごめんね
インディーゲーム『UNDERTALE』をプレイした米津が、ゲームの「勝手な」イメージソングとして製作した楽曲。米津自身もこの楽曲を気に入っており、製作途中で「この曲を含めてトリプルA面にしよう」と言い出し、スタッフを困らせたと言う。

## 仕様・アートワーク

### 仕様
「Flamingo / TEENAGE RIOT」は、米津がこれまでにリリースしたシングル同様、初回盤は3形態（「フラミンゴ盤」、「ティーンエイジ盤」、「通常盤」）でリリースされた。「フラミンゴ盤」には「Flamingo」のスペシャルビデオが収録されたDVDとスマホリング、「ティーンエイジ盤」には5つのサイコロが付属する。初回盤は形態に関わらず、「米津玄師 2019 TOUR / 脊椎がオパールになる頃」の最速先行抽選シリアルナンバーが封入された。

### アートワーク
「Flamingo / TEENAGE RIOT」の発売告知の後、表題曲それぞれを表現した2パターンのジャケットワークが公開された。ジャケットワークはこれまでの作品と同様に米津が自ら手がけた。「フラミンゴ盤」及び「通常盤」はピンク色を基調に、フラミンゴが一羽と幾数の花が描かれてたデザイン。「ティーンエイジ盤」は背に翼を生やした男性がH形鋼の先端にヤンキー座りしている姿が描かれている。
同時に、かねてより2018年10月27・28日に幕張メッセでの開催が告知されていたワンマンライブの名称が「米津玄師 LIVE 2018 / Flamingo」に決定した。

## リリース・プロモーション
「Flamingo / TEENAGE RIOT」は2018年10月31日に音楽配信とフィジカルの形態でリリースされた。シングルは2018年9月7日にリリースが公表された。
「Flamingo」は2018年9月14日に、米津がシングルのジャケットを公開したツイートの映像中で、イントロのみが公開された後、10月20日の20時より、渋谷区とソニーの共創実験プロジェクト「#SCRAMBLE×Sony」の企画としてハチ公前広場に設置されたライブ・ショーケース・ステージ「Interactive CUBE」、及び渋谷スクランブル交差点の大型ビジョンにて、ミュージックビデオとともに初解禁された。楽曲はソニーが発表するワイヤレスイヤホン「WF-SP900」のCMソングに起用された。CMでは楽曲使用のみにとどまらず、米津自身が出演してダンスを披露する様子が披露された。米津の楽曲はこれまでにもCMソングとしてタイアップされてきたが、本人が出演したのは今回が初のケースであった。
「TEENAGE RIOT」は、柳楽優弥と新田真剣佑が出演する、マンダムギャツビーシリーズのコマーシャル「GATSBY COP」のテーマソングに起用された。2018年9月22日、TBSにて放送の「キングオブコント2018」内で、第1弾の映像がオンエアされた。同映像は全国放映されるコマーシャルの予告映像となっており、一見しただけでは世界観が分かりづらいよう仕上げられている。それにあわせて楽曲はイントロ部分が使用された。本編は10月19日より「GATSBY COP」公式サイトなどで解禁された。こちらの映像ではサビの部分が使用された。

## チャート成績・評価

### チャート成績
「Flamingo / TEENAGE RIOT」はフラゲ日である10月30日にフィジカルが発売された。オリコンチャートにおいて、同日のデイリーランキングに、12万枚のセールスを記録して1位で初登場した。正式な発売日となる翌日のランキングでも1位を保持している。
11月12日付けの週間シングルランキングでは、初動売上22万枚超えを記録し、初登場1位を獲得した。同チャートにおいて米津のシングルが首位にランクインしたのは初の快挙である。また、同日付けのデジタルシングルランキングでは、1位に「Flamingo」、2位に「TEENAGE RIOT」、5位にカップリング曲の「ごめんね」がランクインした。さらに4位には「Lemon」が入っており、TOP5の内四枠を米津の楽曲が独占した。これによって史上初の「同一アーティストによる作品の1位、2位独占」を記録し、さらに「同一アーティストの作品のTOP5入り」の最多記録を塗り変えた。
Billboard JAPAN Hot 10010月21日付チャートでは、「Flamingo」のミュージックビデオが10月20日に解禁されたため、フィジカルの発売を前にして単曲で16位にチャートインを果たした。翌週のチャートではTwitter、動画再生数に加えてラジオ・エアプレイのポイントが加算され、11位へランクアップを果たした。
2018年11月12日付のオリコン週間シングルランキングで「TEENAGE RIOT」が初登場1位を記録<
。同週付の単曲週間デジタルシングルランキングでも初登場2位、Billboard Japan Hot 100でも初登場4位を記録した。

### 評価
- ロッキング・オン・ジャパンの杉浦美恵はウェブ上で、「Flamingo」について、ファンキーな曲調と時代錯誤な日本語詞を「究極のハイブリッド感」と、「TEENAGE RIOT」を「ティーンの焦燥を描いたギターサウンド」であると称し、対極的な両曲を「圧巻」であると称している[24]。また、ロッキング・オン・ジャパンの古河晋は、CUT11月号誌上において、「Flamingo」を「誰も聴いたことのないような未知の音楽性を持つ」と称した。

## ミュージックビデオ

### Flamingo
「Flamingo」のミュージックビデオは、「Lemon」のミュージックビデオを手がけた山田智和が監督を務めた。映像は無人の地下駐車場、及びその内部に存在する中華料理店を舞台に撮影された。この撮影場所は監督の山田が米津に紹介し、その異国風な情緒を米津が気に入ったことから選ばれた。映像中は薄暗い駐車場内を米津が歩き回り、随所にてダンスを踊ることが主眼とされた。また、映像内では米津の他にダンサーのアオイヤマダが演者として登場している。
「Flamingo」のミュージックビデオは、2018年10月20日の20時より、渋谷区とソニーの共創実験プロジェクト「#SCRAMBLE×Sony」の企画としてハチ公前広場に設置されたライブ・ショーケース・ステージ「Interactive CUBE」、及び渋谷スクランブル交差点の大型ビジョンにて、ミュージックビデオのフルサイズが全国公開された。前者でミュージックビデオが放映されたのは今回が初の試みであった。また、同時に米津玄師のLINE LIVEでの配信が実施された。放映終了後にYouTube上に同映像が公開され、当初、ビデオへのアクセスが集中しすぎたため一時的に再生数のカウントが停止する事態に見舞われた。動画の再生数はおよそ3時間で100万回、およそ10日後に1000万回再生を達成した。

### TEENAGE RIOT
「TEENAGE RIOT」のミュージックビデオは、DRAWING AND MANUALに所属しMr.ChildrenやRADWIMPSのミュージックビデオを手がけた、映像ディレクターの林響太朗が監督を務めた。全編がモノクロームの映像で構成されており、体育館のアリーナで撮影された。米津と、彼のライブにおいてサポートを務める中島宏士、須藤優、堀正輝の4人によるアグレッシブなバンドパフォーマンスを中心としたシンプルな内容となっている。
「TEENAGE RIOT」のミュージックビデオは、2018年10月27日、28日に幕張メッセで開催された「米津玄師 2018 LIVE / Flamingo」の公演中に初めて公開された。公演後、2018年10月28日にYouTubeに公開された。

## F / T 秘密基地
「F / T 秘密基地」は「Flamingo / TEENAGE RIOT」の発売を記念して企画、開催されたポップアップイベントである。東京都渋谷区にて2018年10月16日、17日の2日間限定で実施され、表題の2曲の世界観を基に構築した空間が提供された。グッズの販売、配布などは一切行われていない。また、会場内では「Flamingo」のミュージックビデオが先行公開された。

## 収録内容
| 全作詞・作曲・編曲: 米津玄師。 |                  |          |            |      |
| #                              | タイトル         | 作詞     | 作曲・編曲 | 時間 |
| 1.                             | 「Flamingo」     | 米津玄師 | 米津玄師   | 3:15 |
| 2.                             | 「TEENAGE RIOT」 | 米津玄師 | 米津玄師   | 3:45 |
| 3.                             | 「ごめんね」     | 米津玄師 | 米津玄師   | 3:32 |
| 合計時間:                      | 合計時間:        | 10:32    |            |      |

| #         | タイトル                    | 作詞 | 作曲・編曲 | 時間 |
| --------- | --------------------------- | ---- | ---------- | ---- |
| 1.        | 「Flamingo」(Special Video) |      |            | 1:16 |
| 合計時間: | 合計時間:                   | 1:16 |            |      |

## タイアップ
Flamingo
ソニー完全ワイヤレスイヤホン「WF-SP900」CMソング
TEENAGE RIOT
マンダム GATSBY CMソング

## 演奏
Flamingo
- 米津玄師：Vocal, Guitar
- 須藤優 (ARDBECK)：Bass

TEENAGE RIOT
- 米津玄師：Vocal, Guitar
- 真壁陽平：Guitar
- 日向秀和：Bass
- 玉田豊夢：Drums

ごめんね
- 米津玄師：Vocal

## チャート
| チャート                                         | 最高位 | 出典   |
| ------------------------------------------------ | ------ | ------ |
| オリコン週間シングルランキング                   | 1位    | [ 33 ] |
| Billboard JAPAN Top Singles Sales                | 1位    | [ 34 ] |
| レコチョク 週間アルバムランキング                | 1位    | [ 35 ] |
| mora 総合 週間ランキング                         | 1位    | [ 36 ] |
| music.jp 週間アルバムランキング                  | 1位    | [ 37 ] |
| ヤマハmysound アルバム週間ウィークリーランキング | 1位    | [ 38 ] |

| チャート                                         | 最高位 | 出典   |
| ------------------------------------------------ | ------ | ------ |
| オリコン週間デジタルシングルランキング           | 1位    | [ 39 ] |
| Billboard JAPAN Hot 100                          | 1位    | [ 40 ] |
| Billboard JAPAN Hot Download Songs               | 1位    | [ 41 ] |
| レコチョク 週間シングルランキング                | 1位    | [ 42 ] |
| mora 総合 週間ランキング                         | 1位    | [ 43 ] |
| music.jp 週間シングルランキング                  | 1位    | [ 44 ] |
| ヤマハmysound シングル週間ウィークリーランキング | 2位    | [ 45 ] |

| チャート                                         | 最高位 | 出典   |
| ------------------------------------------------ | ------ | ------ |
| オリコン週間デジタルシングルランキング           | 2位    | [ 46 ] |
| Billboard JAPAN Hot 100                          | 4位    | [ 47 ] |
| Billboard JAPAN Hot Download Songs               | 2位    | [ 48 ] |
| レコチョク 週間シングルランキング                | 4位    | [ 49 ] |
| mora 総合 週間ランキング                         | 4位    | [ 50 ] |
| music.jp 週間シングルランキング                  | 4位    | [ 51 ] |
| ヤマハmysound シングル週間ウィークリーランキング | 6位    | [ 52 ] |

| チャート                                         | 最高位 | 出典   |
| ------------------------------------------------ | ------ | ------ |
| オリコン週間デジタルシングルランキング           | 5位    | [ 53 ] |
| Billboard JAPAN Hot 100                          | 12位   | [ 54 ] |
| Billboard JAPAN Hot Download Songs               | 5位    | [ 55 ] |
| レコチョク 週間シングルランキング                | 13位   | [ 56 ] |
| mora 総合 週間ランキング                         | 47位   | [ 57 ] |
| music.jp 週間シングルランキング                  | 10位   | [ 58 ] |
| ヤマハmysound シングル週間ウィークリーランキング | 60位   | [ 59 ] |